# Tetrastigma brunneum
Tetrastigma brunneum är en vinväxtart som beskrevs av Merrill. Tetrastigma brunneum ingår i släktet Tetrastigma och familjen vinväxter. Inga underarter finns listade i Catalogue of Life.